# 김흔 (대한민국)
김흔(金痕, 1995년 ~ )은 대한민국의 소설가, 수필가이다.  경상북도 영주에서 태어났다. 육군 중위로 만기 전역(2018년~2020년, 학군 56기) 한 이후 작품활동을 하며 학원 강사로 재직 중이다.

## 소개
2020년 제20회『문예감성』신인문학상 수필부문 「메마른 땅 위에 봄비가 내리듯」, 2022년, 제86기 서정문학 신인문학상 소설부문 「자유의 날개」를 통해 등단하였다.
일반적인 작가들과는 달리 문인협회에 적을 두고 활동하고 있지는 않으나, 23년 11월부터 종합 예술 협력 공동체 '문화두레 잉크자국'을 설립하여 독립 종합 예술 잡지 『계간 잉크자국』을 발행하는 등 다양한 활동을 해나가고 있다.
필명으로는 '김흔'이라는 이름을 사용하고 있는데, 이는 자신의 성인 '김(金)'에 흔적 흔(痕)' 자를 붙여 만든 이름이다. 이 이름은 본인이 생각하기에 '작가'라는 존재가 '연필로써 흔적을 남기는 사람'이라고 생각되어 그에 맞춰 지은 이름이라고 한다. 물론 앞서 언급한 모임의 이름인 '문학두레 잉크자국'과도 관련이 있다.

## 작품 활동
2020년 등단한 이래로 각종 문예지에 꾸준히 작품을 발표하고 있다.
2023년에는 첫 산문집 『그냥, 그렇게 하려고 해』가 출간되었으며, 2024년 1월 그의 두 번째 책이자 첫 소설집인 『회색도시』가 출간되었다.
그 외에도 독립 종합 예술 잡지 『계간 잉크자국』에 소설 「룸서비스」와 네 컷 만화를 곁들인 짧은 에세이 「가끔의 하루」를 연재하고 있다.

### 작가로서의 평판
글의 기본인 문장력에 충실한 편이다. 실제로 작가도 "화려한 기교 없이 중후한 멋을 낼 수 있는 문장을 쓰고 싶다"라고 하면서 본인의 문장력을 높이기 위해 많은 고민과 노력을 한다.
좋은 글이란 무엇일까. 수려한 문장으로 감탄을 자아내는 글일까, 아니면 긴밀한 구성으로 독자들을 매료시키는 글일까. 만약 그것도 아니라면 한 사회의 시대정신을 반영해 담론을 형성하는 글일까. 처음 펜을 잡기 시작했을 때부터 지금에 이르기까지 끊임없이 하고 있는 고민이다.— 「제86기 서정문학 신인문학상 소설부문 당선소감」 中

위 대목에서만 봐도 작가가 글에 대한 끝없는 고민을 하고 있음을 알 수 있다. 그보다 앞서 글을 쓰는 것에 대해 아래와 같이 표현한 것도 같은 이유에서였을 것이다.
글을 쓰는 건 어렵다. 여전히 펜을 잡을 때면 묵직한 부담감이 손을 지그시 누른다.— 「제20회 문예감성 신인문학상 수필부문 당선소감」中

그렇게 글과 문장에 대해 꾸준히 고민한 덕분인지 심사평에서 상당히 좋은 평을 받으며 수상자 명단에 이름을 올릴 수 있었다.
글의 구성과 전개 그리고 기술 등의 밑바탕이 튼튼하고 진지한 태도로 이끌어가는 능력이 돋보여 오늘보다는 내일이 기대된다. 자신의 색깔과 목소리로 조곤조곤 풀어가는 문재(文才)나 글에 곁가지 같은 내용을 과감히 내치는 능력은 높이 살 문학적 자산이다.— 「제20회 문예감성 신인문학상 수필부문 심사평」 中

심사에 있어 가장 중요한 선정기준은 독자를 능수능란하게 이끌고 가는 스토리텔링이다. 「자유의 날개」는 그런 면에서 당선작이 되기에 충분한 스토리텔링 역량을 보여줬다. 만만치 않은 필력을 지닌 신인 작가의 등장이다. 사람들은 새로운 시각이나 새로운 플롯, 반전 같은 것을 찾지 못하면 진부하다고 생각한다. 바로 이러한 불리함을 무너뜨리는 것이 작가의 목표다. 우리가 이미 잘 알고 있는 것을 무섭게도, 슬프게도, 우습게도 만드는 것이 스토리텔링이며, 문장의 힘인 것이다. 심사위원들이 분노로 인해 작품을 읽기가 쉽지 않을 정도로 몰입감이 엄청났다.— 「제86기 서정문학 신인문학상 소설부문 심사평」 中

## 저서

### 수필집
- 《그냥, 그렇게 하려고 해》(부크크, 2023)

### 소설집
- 《회색도시》(문화두레 잉크자국, 2024)

## 그 외 예술 활동
문화두레 잉크자국의 대표로서 문학뿐만 아니라 음악, 미술 분야를 아우르며 공연, 전시 기획 등 다양한 예술 활동을 이어가고 있다.
2024년 5월에는 첫 정기전시회와 정기연주회를 직접 기획하여 선보인 바 있다.

## 강의 활동
군대를 전역한 이래로 지금까지 학원 강사로서 활동하고 있다.
노원구 중계동에 위치한 '국풍2000'에서 고등부 국어과 운영진으로 근무했었으며,
NE능률에서 출판된 국어 교재인 『섹션뽀개기』 시리즈의 검수진으로 참여했었다.
현재는 의정부 일대의 학원에서 고등학생들을 대상으로 국어 과목을 가르치고 있다.

### 강사로서의 평판
강의 스타일과 입담이 거칠고 과제량이 많아 호불호가 갈리는 편이다. 그러나 성적을 잘 올리고 수업 중간중간 인생의 조언을 해줄 때면 그 특유의 입담과 현실적인 조언으로 많은 도움을 주기에 불호보다는 호가 많은 편이다.
교무실 자리에 가면 학생들이 그려준 그림이나 학생들이 써준 본인의 어록이 붙어 있다. 겉보기에는 상당히 무심한 듯하지만, 그걸 붙여준 학생들을 모두 기억할 정도로 학생들에 대한 애정이 깊다. 실제로 2023년 출간한 『그냥, 그렇게 하려고 해』에도 학생과 관련된 작품이 수록되어 있다.